# Čolek zelenavý

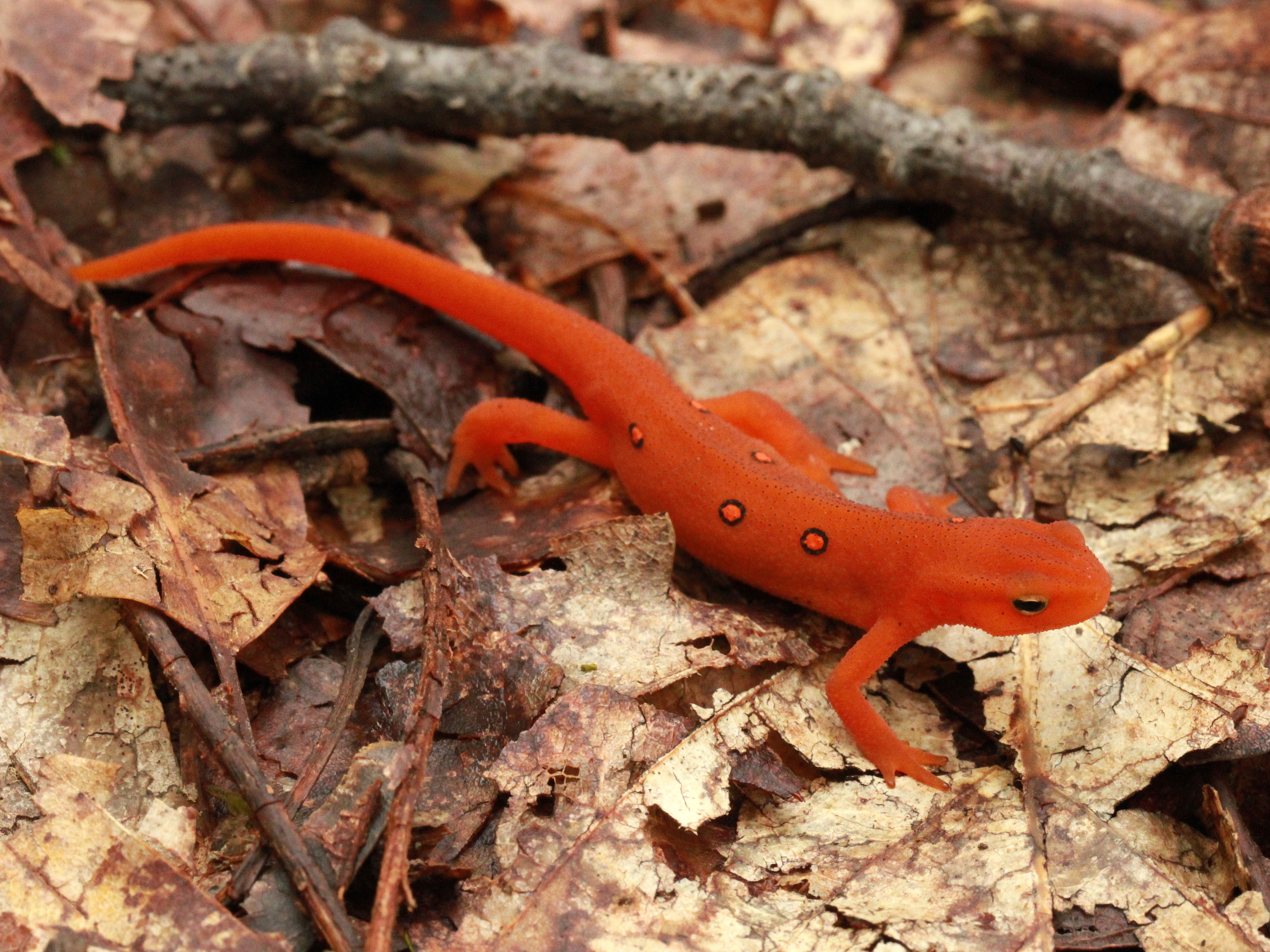
Neotenický dospělec

Čolek zelenavý (Notophthalmus viridescens) je obojživelník původem ze Severní Ameriky, kde je ve Spojených státech druhým nejčastějším se vyskytujícím druhem mloka. Je rozšířen od kanadských východních přímořských provincií na západ do oblastí Velkých jezer a od nich jižním směrem ve východních zalesněných územích až po Floridu či Alabamu a dále podél Mexického zálivu až do Texasu. Žijí na rozsáhlém území s rozdílnými klimatickými vlivy a proto se jejich vývoj i chování místo od místa odlišuje.
Čolci zelenaví mají čtyři stádia vývoje, jsou to vajíčka, larvy žijící ve vodě, neotenické stadium a dospělci, průběh těchto stádií je řízen vlivy prostředí ve kterém žijí. Druh se dělí na čtyři poddruhy:
- Notophthalmus viridescens Raf. subsp. viridescens
- Notophthalmus viridescens Raf. subsp. dorsalis
- Notophthalmus viridescens Raf. subsp. louisianensis
- Notophthalmus viridescens Raf. subsp. piaropicola.[2][3][4]

## Ekologie
Obývají vlhké listnaté i jehličnaté lesy v horských i lužních oblastech, kde se ukrývají pod padlými kmeny, starými pařezy nebo ve vlhké hrabance. Žijí v blízkosti malých sladkovodních, nejčastěji nezarybněných jezírek s bahnitým dnem, což bývají i příkopy, močály nebo potůčky s pomalu tekoucí vodou. Tato jezírka bývají zastíněná, hustě porostlá travinami a v průběhu roku mohou krátkodobě vysýchat. Dospělci obvykle žijí v době mezi rozmnožováním na pevnině a do vody odcházejí od konce léta do počátku zimy. Všichni z okolí, pocházející ze stejného jezírka, se vydávají na cestu najednou, urazí přitom po nocích za deštivého počasí průměrně 800 m. V oblastech s mrazy přežívají zimu pod zamrzlou hladinou, nebo méně často na souši v hlubokých dírách. Doba páření závisí na místních podmínkách, nejčastěji probíhá od konce zimy do poloviny jara.

## Popis
Dospělí jedinci dosahují celkové délky 7 až 12,5 cm. Na zádech jsou zbarveni žlutohnědě, zelenohnědě až olivově a mají řadu tmavě červených skvrn černě lemovaných. Břicho mají žluté s několika černými skvrnami. Ocas je plochý, kůže drsná a bez šupin a slizu, oči s horizontálními zornicemi jsou malé. Samci mají zadní nohy delší a na stehnech a prstech mají výrůstky k uchopení samice při páření.

## Vývoj
Z oplodněných vajíček se za 20 až 35 dnů vylíhnou asi 8 mm dlouhé beznohé, ocasaté larvy, které se zdržují při bahnitém dně. Larvy dospívají v závislosti na prostředí, např. na teplotě a čistotě vody, množství potravy a počtů jedinců vyrůstajících společně. Za 3 až 5 měsíců vývoje ve vodě se z nich obvykle vyvine neotenický dospělec velký 20 až 45 mm, nebo méně často prodělají úplnou metamorfózu a přímo vznikne dospělý jedinec velký 45 až 75 mm. Neotenický dospělec je zbarven červeně a má na zádech dvě řady černý kroužků. Může se pářit, má dýchací vak podobný plícím, končetiny i oční víčka, ale též zachovalé některé vlastnostmi larvy, např. zbytky vnějších žáber a zakulacený ocas. Někteří žijí celoročně ve vodě a na souš vylézají jen při vyschnutí jezírka, jiní přes léto žijí ve vlhkém prostředí mimo vodu.
Vodu opouštějí vždy ve vlnách, obvykle za deště nebo v noci, vyhýbají se slunným místům. Na plnohodnotného dospělce se promění za dva až tři roky, zmohutní a prodlouží se jim ocas a barva pokožky se změní z červené na žlutohnědou až olivovou. V některých populacích žijících v tvrdších podmínkách nikdy k této druhé přeměně nedojde a zůstávají trvale červení neoteničtí dospělci, kteří do vody vstupují jen v době páření. Naopak dlouhotrvající sucho může zkrátit období neotenie. Pohlavně dospělými se obě pohlaví stávají asi věku dvou až tří let. neotenický dospělec se může pářit.

## Stravování
Jsou masožraví ve všech etapách života. Malé larvy se živí zooplanktonem, později již většími bezobratlými, jsou také kanibalské a lapají menší larvy svého i jiného druhu. Žiji v určitých hloubkách do 0,5 m, čím jsou menší tím se pohybují hlouběji a taktéž potravu loví ve "své" hloubce, tím je snížena potravní konkurence i kanibalismus.
Jako dospělci vylézají za potravou hlavně v období dešťů nebo v noci a loví drobné bezobratlé živočichy žijící ve spadaném listí nebo jehličí, spoléhají na zrak a čich. Lapají kořist kterou jsou schopní spolknout vcelku.

## Rozmnožování
Při nástupu páření samci zjasňují své barvy a lákají samice vypouštěním feromonu do vody a tu ocasem nahánějí k čenichu samice. Přednostně volí samici větší, které pravděpodobně má více vajíček. Páří se v mělké vodě, samec se nasune na záda samice, je poněkud vpředu a v místě jejich předních končetin ji svírá svými zadními a tře její čenich. Samec nato odloží na dno spermatofor se spermiemi, který si samice vsune do kloaky. K oplodnění vajíček dochází v  těle samice.
Samice snáší celkem 200 až 400 vajíček o průměru 1,5 mm, snese jen několik denně a snůška trvá více týdnů. Vajíčka klade obalená v lepkavé želatině na listy vodní vegetace po celém jezírku. Tím péče o potomstvo končí a samice odchází na souš, samec již odešel dřív.
Samci se páří každoročně, samice některé roky vynechávají. Dospělci se dožívají maximálně 10 až 15 let, průměrný věk dospělých je okolo 6 let, vysoká úmrtnost je však u vajíček a larev.

## Toxicita
Dospělí mají toxickou kůži, nejvíce jedu, tetrodotoxinu, se nachází na hřbetní straně. Červení neoteničtí dospělci mají jedu v kůži desetinásobně více než dospělí. Jejich hlavní savčí predátoři jsou mývalové, kteří se naučili ukousnout hlavu nebo vyžrat vnitřnosti přes břicho. Například pstruzi, ropuchy nebo krabi po sežrání celého zvířete uhynou, většina zvířat se jim pro výstražné červené zbarvení vyhýbá. Sami jsou často parazitování pijavkou tygří přenášející škodlivého prvoka Trypanosoma diemyctyli.
Čolci zelenaví jsou rozšířeni na velkém území a jejich populace je trvale stabilní, a to i přesto, že jejich vajíčka a larvy jsou požírány mnoha obojživelníky a rybami. IUCN jsou pokládáni za málo dotčený druh (LC).